# Manisrejo
Manisrejo is een bestuurslaag in het regentschap Magetan van de provincie Oost-Java, Indonesië. Manisrejo telt 1852 inwoners (volkstelling 2010).